# Pablo Lemoine
Pablo Lemoine (Montevideo, 1º marzo 1975) è un ex rugbista a 15 e allenatore di rugby a 15 uruguaiano, attivo nel ruolo di pilone e 48 volte internazionale per l'Uruguay. Nel corso della sua carriera è stato sia giocatore che allenatore dei Los Teros. È stato il primo giocatore di rugby professionista nel suo paese.
Attualmente è allenatore del Cile.

## Biografia
Nato a Montevideo, iniziò a giocare a rugby all'età di 11 anni e due anni dopo entra a far parte del Montevideo Cricket Club, giocando nelle giovanili, fino a debuttare con la squadra senior nel 1995, durante il Campeonato Uruguayo de Rugby. Presto si trasferì al Bristol Shoguns impegnati nel RFU Championship, seconda divisione del campionato inglese, dove divenne il primo giocatore di rugby professionista uruguaiano in assoluto. La stagione si concluse al primo posto e quindi con la promozione in English Premiership 1999-2000. In Premiership il risultato finale fu il sesto posto mentre in Challenge Cup il cammino si fermò in semifinale.
A fine stagione decise di trasferirsi in Francia presso lo Stade français in Pro D1 2000–01. Nella stagione d'esordio concluse ai quarti il campionato e arrivatò alla finale della Heineken Cup 2001 perdendo contro Leicester Tigers 34–30. Nel 2003 conquistò il titolo francese e si ripeté l'anno successivo. Ha anche raggiunto la seconda finale di Heineken Cup nel 2005, perdendo solo contro il Tolosa 18-12 nei tempi supplementari.
Rimasto infortunato a metà stagione 2005-06, Lemoine rimase senza contratto e si trasferì a Montauban. Nel club occitano raggiunse due settimi posti ed una qualificazione all'Heineken Cup. Successivamente si trasferì ad Valence-d'Agen nella Fédérale 1, prima di tornare a casa in Uruguay nel 2010, giocando con il Montevideo Cricket Club e ritirarsi nel 2012.
Già in nazionale giovanile tra il 1991 e il 1996, Lemoine ha fatto il suo debutto in nazionale maggiore il 2 settembre 1995 contro la Spagna, vincendo 47–10.
Fu selezionato per la Coppa del Mondo di rugby 1999, dove giocò in tutte e tre le partite. Convocato di nuovo per la Coppa del Mondo di rugby 2003 segnò due mete con Inghilterra e Samoa. La sua ultima apparizione con Los Teros è stata il 27 novembre 2010 contro la Romania, partita delle qualificazioni alla Coppa del Mondo 2011. Ma senza riuscire nell'obiettivo qualificazione. In totale vanta 48 presenze, con 4 mete segnate e 20 punti in totale.

### Carriera da allenatore
Dopo essersi ritirato all'inizio del 2012, Lemoine iniziò ad allenare, prima la squadra U-19 del Montevideo Cricket Club e presto fu nominato capo allenatore dell'Uruguay con un contratto di 4 anni e l'obiettivo di qualificarsi per la Coppa del Mondo di rugby 2015. Alle qualificazione per la coppa del mondo la vittoria in casa contro la Russia diede ai sudamericani il pass per la loro terzo partecipazione alla coppa del mondo. La spedizione in Inghilterra non fu fortunata e si chiuse con zero punti.
Il 1º dicembre 2015, fu annunciato che Lemoine si era dimesso da capo allenatore uruguaiano per il nuovo direttore delle alte prestazioni per l'URU al centro ad alte prestazioni allo stadio Charrúa. All'inizio del 2018 lasciò il suo incarico per mettersi alla guida della Germania. La nomina di Lemoine fu molto criticata e non diede i frutti sperati: nonostante le cinque sconfitte nel Campionato europeo 2018 la Germania si qualificò agli spareggi per la qualificazioni mondiali in virtù delle irregolarità nella gestione di giocatori stranieri nelle nazionali di Romania, Spagna e Belgio. Superò il Portogallo ma non riuscì a battere Samoa.
In seguito fu annunciato che Lemoine era stato nominato capo allenatore del Cile.

## Palmarès
- Campionati francesi: 2
Stade Français: 2002-03, 2003-04